# Jagiellonia Białystok w sezonie 1989/1990

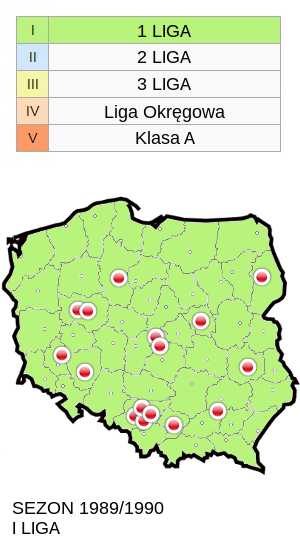
BOZPN – Zespoły występujące w I lidze w sezonie 1989/90

Jagiellonia Białystok przystąpiła do rozgrywek I ligi oraz w Pucharu Polski od (1/16).
Od sezonu 1986/87 funkcjonuje nowy system punktowania tzw. "za 3 pkt", przepisy obowiązywały tylko w I, II i III lidze. Mecze wygrane różnicą 3 bramek są premiowane 3 pkt, przegrane różnicą 3 bramek -1pkt., nie dotyczy walkowerów. W tabeli mecze za "3" i "-1" podane są w nawiasach.

## I poziom rozgrywkowy
Zespół przystąpił do nowego sezonu w zmienionym składzie, przed sezonem odeszło kilku podstawowych graczy, min. bracia Jacek i Dariusz Bayerowie. Klub pozyskał kilku zawodników z ligi oraz po raz pierwszy w historii klubu zawodników zagranicznych. Byli to trzej Litwini, wówczas zawodnicy ZSRR z Atłantasu Klajpeda.
Początek sezonu można uznać za dobry, podobnie jak bramka w debiucie Gintarasa Kviliunasa. Po kilku pierwszych spotkaniach białostoczanie notorycznie remisowali oraz przegrywali łapiąc punkty ujemne. W trakcie sezonu stracili w ten sposób aż 6 punktów! Przy 3 zwycięstwach, braku zwycięstw, utrzymanie nie było możliwe, drużyna zajęła ostatnie miejsce i wraz z Łódzkim Widzewem spadła do II ligi. Zawodnicy z Litwy opuścili Jagiellonię w przerwie zimowej. Wyniki drużyny miały wpływ na zmianę szkoleniowca, po trenerze Bulińskim "Jagę" prowadzili, Ryszard Karalus oraz Mirosław Mojsiuszko.
Nowo wybrany zarząd Jagiellonii w składzie: prezes - Ryszard Żodzik, wiceprezes do spraw sportowych - Lucjan Maliszewski, wiceprezes do spraw kontaktu z przedsiębiorcami - Lucjan Chojnowski. Dyrektor klubu - Stanisław Dec, sprawy gospodarcze - Czesław Dmitruk, Anatol Pawluczuk, Jerzy Kiluk, sprawy gospodarcze - Waldemar Dąbrowski, Marek Sakowicz, Zbigniew Okruszko, Kazimierz Laskowski, Antoni Prokop.
Puchar Polski

Jagiellonia przegrała mecz 1:4 z Zagłębiem Sosnowiec i odpadła z dalszej rywalizacji.

## Końcowa tabela I ligi
| Lp. | Drużyna                | M  | Z      | R  | P      | Bramki | Bramki | Różn. | Pkt. | Uwagi          |
| --- | ---------------------- | -- | ------ | -- | ------ | ------ | ------ | ----- | ---- | -------------- |
| 1   | Lech Poznań            | 30 | 13 (5) | 12 | 5 (1)  | 42     | 25     | +17   | 42   | Puchar Europy  |
| 2   | Zagłębie Lubin (b)     | 30 | 14 (2) | 10 | 6 (0)  | 37     | 23     | +14   | 40   | Puchar UEFA    |
| 3   | GKS Katowice           | 30 | 12 (2) | 14 | 4 (0)  | 31     | 17     | +14   | 40   | Puchar UEFA    |
| 4   | Zawisza Bydgoszcz (b)  | 30 | 13 (4) | 7  | 10 (0) | 36     | 25     | +11   | 37   |                |
| 5   | Olimpia Poznań         | 30 | 12 (2) | 10 | 8 (0)  | 35     | 23     | +12   | 36   |                |
| 6   | Górnik Zabrze          | 30 | 13 (1) | 10 | 7 (1)  | 37     | 27     | +10   | 36   |                |
| 7   | Legia Warszawa         | 30 | 10 (0) | 16 | 4 (1)  | 27     | 18     | +9    | 35   | PZP            |
| 8   | ŁKS Łódź               | 30 | 12 (1) | 10 | 8 (1)  | 35     | 30     | +5    | 34   |                |
| 9   | Wisła Kraków           | 30 | 8 (3)  | 12 | 10 (0) | 32     | 33     | -1    | 31   |                |
| 10  | Śląsk Wrocław          | 30 | 8 (2)  | 10 | 12 (1) | 30     | 34     | -4    | 27   |                |
| 11  | Stal Mielec            | 30 | 8 (2)  | 10 | 12 (2) | 27     | 38     | -11   | 26   |                |
| 12  | Ruch Chorzów (m)       | 30 | 8 (4)  | 9  | 13 (4) | 31     | 36     | -5    | 25   |                |
| 13  | Motor Lublin (b)       | 30 | 6 (0)  | 13 | 11 (4) | 18     | 35     | -17   | 21   |                |
| 14  | Zagłębie Sosnowiec (b) | 30 | 6 (0)  | 12 | 12 (4) | 22     | 36     | -14   | 20   |                |
| 15  | Widzew Łódź            | 30 | 4 (0)  | 12 | 14 (3) | 22     | 39     | -17   | 17   | Spadek II liga |
| 16  | Jagiellonia Białystok  | 30 | 3 (0)  | 13 | 14 (6) | 19     | 45     | -26   | 13   | Spadek II liga |

## Skład, statystyka, transfery
| Nr | Zawodnik                 | Poz. | Data ur.   | Wz.  | Mecze | Br. | Transfer z/do                                       | Ostatni klub             |
| -- | ------------------------ | ---- | ---------- | ---- | ----- | --- | --------------------------------------------------- | ------------------------ |
|    | Mirosław Sowiński        | BR   | 15.01.1956 | 1,88 | 7     | 0   |                                                     | Szombierki Bytom         |
|    | Andrzej Heller           | BR   | 2.11.1964  | 1,80 | 0     | 0   |                                                     | Śniardwy Orzysz          |
|    | Stanisław Karwat         | BR   | 3.10.1965  | 1,91 | 23    | 0   |                                                     | Stal Stalowa Wola        |
|    | Mirosław Dymek w         | BR   | 25.02.1970 | 1,91 | 0     | 0   |                                                     | (wychowanek)             |
|    | Marcin Manelski          | OB   | 24.09.1971 | 1,80 | 8     | 0   |                                                     | Włókniarz Białystok      |
|    | Jarosław Bartnowski w    | OB   | 26.11.1963 | 1,77 | 29    | 2   |                                                     | AZS-AWF Warszawa         |
|    | Andrzej Kulesza          | OB   | 30.06.1956 | 1,88 | 13    | 0   |                                                     | Stoczniowiec Gdańsk      |
|    | Antoni Cylwik            | OB   | 16.06.1959 | 1,70 | 26    | 0   |                                                     | Polonia Bydgoszcz        |
|    | Jarosław Gierejkiewicz w | OB   | 3.09.1965  | 1,82 | 21    | 0   |                                                     | Zagłębie Lubin           |
|    | Ostaszewski Dariusz w    | OB   | 21.10.1969 | 1,80 | 0     | 0   | z drużyny rezerw                                    | (wychowanek)             |
|    | Valdas Kasparavičius     | OB   | 17.01.1958 | 1,88 | 15    | 0   | 89(j) z Atlantas Kłajpeda · 90(w) do VfB Remscheid  | Atlantas Kłajpeda        |
|    | Dariusz Drągowski w      | PO   | 3.10.1970  | 1,77 | 1     | 0   |                                                     | (wychowanek)             |
|    | Wiesław Romaniuk         | PO   | 10.01.1963 | 1,75 | 25    | 0   |                                                     | Włókniarz Białystok      |
|    | Janusz Szugzda w         | PO   | 14.10.1962 | 1,80 | 28    | 2   |                                                     | Gwardia Warszawa         |
|    | Marek Witkowski          | PO   | 12.09.1970 | 1,78 | 22    | 1   |                                                     | Jagiellonia II Białystok |
|    | Robert Grzanka           | PO   | 6.09.1962  | 1,74 | 19    | 0   | 89(j) z Górnik Zabrze                               | Górnik Zabrze            |
|    | Piotr Zajączkowski       | PO   | 8.03.1966  | 1,73 | 12    | 1   | 90(w) z Broń Radom                                  | Broń Radom               |
|    | Jacek Complak            | PO   | 20.08.1964 | 1,77 | 8     | 0   | 88(j) z Gwardia Białystok                           | Gwardia Białystok        |
|    | Robert Kądzior w         | PO   | 7.07.1970  | -    | 6     | 0   | jesień z drużyny rezerw                             | (wychowanek)             |
|    | Algis Mackevičius        | PO   | 28.05.1958 | 1,79 | 5     | 0   | 89(j) z Atlantas Kłajpeda · wiosna – koniec kariery | Atlantas Kłajpeda        |
|    | Piotr Prabucki           | NA   | 19.12.1968 | 1,75 | 25    | 3   | 89(j) z Lechia Gdańsk · po sezonie do GKS Katowice  | Lechia Gdańsk            |
|    | Gintaras Kviliūnas       | NA   | 17.04.1966 | 1,76 | 12    | 2   | 89(j) z Atlantas Kłajpeda · 90(w) do Żalgiris Wilno | Atlantas Kłajpeda        |
|    | Cezary Kulesza           | NA   | 22.06.1962 | 1,76 | 3     | 0   | 88(w) z Olimpia Zambrów                             | Olimpia Zambrów          |
|    | Sławomir Głębocki        | NA   | 8.12.1970  | 1,75 | 8     | 1   |                                                     | Jagiellonia II Białystok |
|    | Tomasz Giedrojć          | NA   | 24.09.1969 | 1,77 | 22    | 1   |                                                     | Wigry Suwałki            |
|    | Zbigniew Szugzda w       | NA   | 29.03.1970 | 1,90 | 19    | 3   |                                                     | (wychowanek)             |
|    | Andrzej Ambrożej         | OB   | 20.09.1965 | 1,76 | 30    | 2   |                                                     | Jagiellonia II Białystok |
|    | bramka samobójcza        |      |            |      |       | 1   |                                                     |                          |
|    | Marcin Nalewajko         | BR   | 2.11.1972  | 1,84 | 0     | 0   | 89(j) do ?                                          | Supraślanka Supraśl      |
|    | Mirosław Car             | OB   | 24.11.1960 | 1,80 | 3     | 0   | 89(j) do Tur Bielsk Podlaski                        | Motor Lublin             |
|    | Dariusz Czykier          | PO   | 21.02.1966 | 1,81 | 0     | 0   | 89(j) do Legia Warszawa                             | Jagiellonia II Białystok |
|    | Mirosław Tiszkow w       | NA   | 29.04.1959 | 1,70 | 0     | 0   | 90(w) wyjazd za granicę                             | Śniardwy Orzysz          |
|    | Jacek Bayer w            | NA   | 29.12.1964 | 1,87 | 0     | 0   | 89(j) do Widzew Łódź                                | Gwardia Białystok        |
|    | Jarosław Michalewicz w   | NA   | 29.04.1965 | 1,73 | 0     | 0   | 89(j) do Widzew Łódź                                | (wychowanek)             |
|    | Jerzy Leszczyk           | NA   | 18.09.1961 | 1,84 | 0     | 0   | 89(j) wyjazd za granicę                             | Widzew Łódź              |
|    | Marek Stankiewicz        | NA   | 6.12.1968  | 1,78 | 0     | 0   | 89(j) do Gwardia Białystok                          | Gwardia Białystok        |
|    | Andrzej Szymanek         | NA   | 20.05.1961 | 1,85 | 0     | 0   | 89(j) do JGA Nevers                                 | Stal Mielec              |
|    | Dariusz Bayer w          | PO   | 17.09.1964 | 1,70 | 0     | 0   | 89(j) do Lech Poznań                                | ŁKS Łódź                 |
|    | Wojciech Rogowski w      | OB   | 7.02.1970  | 1,77 | 0     | 0   | 89(j) do drużyny rezerw                             | (wychowanek)             |
|    | Mariusz Lisowski w       | OB   | 3.02.1964  | 1,90 | 0     | 0   | 89(j) do Olimpia Poznań                             | Legia Warszawa           |

## Mecze
| Mecze i wyniki | Mecze i wyniki       | Mecze i wyniki   | Mecze i wyniki | Mecze i wyniki | Mecze i wyniki     | Mecze i wyniki | Mecze i wyniki                | Poz w lidze. | Poz w lidze. | Poz w lidze. |
| Lp. | Data                 | Rozgrywki        | F.             | D/W            | Przeciwnik         | Wynik          | Strzelcy bramek               | M.           | P.           | Br.          |
| --- | -------------------- | ---------------- | -------------- | -------------- | ------------------ | -------------- | ----------------------------- | ------------ | ------------ | ------------ |
| 1 611037 | 29.07.1989 Sosnowiec | I Liga – 1 kol.  | 12000          | W              | Zagłębie Sosnowiec | 1:1            | J.Szugzda 4'                  | 6            | 1            | 1:1          |
| 2 621038 | 02.08.1989 Białystok | I Liga – 2 kol.  | 15296          | D              | Zawisza Bydgoszcz  | 2:0            | J.Szugzda 48', Prabucki 82'   | 4            | 3            | 3:1          |
| 3 631039 | 05.08.1989 Łódź      | I Liga – 3 kol.  | 7000           | W              | ŁKS Łódź           | 0:0            |                               | 6            | 4            | 3:1          |
| 4 641040 | 12.08.1989 Białystok | I Liga – 4 kol.  | 14011          | D              | Śląsk Wrocław      | 1:1            | Kviliūnas 66'                 | 7            | 5            | 4:2          |
| 5 651041 | 16.08.1989 Katowice  | I Liga – 5 kol.  | 6706           | W              | GKS Katowice       | 3:0            |                               | ?            | 4            | 4:5          |
| 6 661042 | 26.08.1989 Kraków    | I Liga – 6 kol.  | 6000           | W              | Wisła Kraków       | 1:1            | Kviliūnas 9'                  | 9            | 5            | 5:6          |
| 7 25 | 29.08.1989 Sosnowiec | PP – 1/16        | 4000           | W              | Zagłębie Sosnowiec | 4:1            | Z.Szugzda 60'                 | odpadnięcie  | odpadnięcie  | odpadnięcie  |
| 8 671043 | 03.09.1989 Białystok | I Liga – 7 kol.  | 10681          | D              | Lech Poznań        | 1:1            | Prabucki 70'                  | 10           | 6            | 6:7          |
| 9 681044 | 16.09.1989 Mielec    | I Liga – 8 kol.  | 6628           | W              | Stal Mielec        | 1:0            |                               | 12           | 6            | 6:8          |
| 10 691045 | 24.09.1989 Białystok | I Liga – 9 kol.  | 15309          | D              | Górnik Zabrze      | 1:1            | Prabucki 71'                  | 11           | 7            | 7:9          |
| 11 701046 | 30.09.1989 Łódź      | I Liga – 10 kol. | 2262           | W              | Widzew Łódź        | 1:2            | Witkowski 33', Bartnowski 71' | 9            | 9            | 9:10         |
| 12 711047 | 15.10.1989 Białystok | I Liga – 11 kol. | 9293           | D              | Motor Lublin       | 1:1            | Z.Szugzda 77'                 | 9            | 10           | 10:11        |
| 13 721048 | 28.10.1989 Chorzów   | I Liga – 12 kol. | 6000           | W              | Ruch Chorzów       | 3:0            |                               | 11           | 9            | 10:14        |
| 14 731049 | 05.11.1989 Białystok | I Liga – 13 kol. | 7674           | D              | Legia Warszawa     | 0:0            |                               | 10           | 10           | 10:14        |
| 15 741050 | 19.11.1989 Lubin     | I Liga – 14 kol. | 8360           | W              | Zagłębie Lubin     | 2:0            |                               | 13           | 10           | 10:16        |
| 16 751051 | 26.11.1989 Białystok | I Liga – 15 kol. | 4175           | D              | Olimpia Poznań     | 0:2            |                               | 13           | 10           | 10:18        |
| 17 761052 | 03.03.1990 Białystok | I Liga – 16 kol. | 4266           | D              | Zagłębie Sosnowiec | 1:1            | Ambrożej 61'                  | 13           | 11           | 11:19        |
| 18 771053 | 11.03.1990 Bydgoszcz | I Liga – 17 kol. | 13144          | W              | Zawisza Bydgoszcz  | 2:1            | Zajączkowski 86'              | 14           | 11           | 12:21        |
| 19 781054 | 18.03.1990 Białystok | I Liga – 18 kol. | 7101           | D              | ŁKS Łódź           | 1:2            | Ambrożej 65'                  | 15           | 11           | 13:23        |
| 20 791055 | 24.03.1990 Wrocław   | I Liga – 19 kol. | 8026           | W              | Śląsk Wrocław      | 3:0            |                               | 15           | 10           | 13:26        |
| 21 801056 | 01.04.1990 Białystok | I Liga – 20 kol. | 5178           | D              | GKS Katowice       | 0:0            |                               | 15           | 11           | 13:26        |
| 22 811057 | 04.04.1990 Białystok | I Liga – 21 kol. | 3468           | D              | Wisła Kraków       | 0:3            |                               | 16           | 10           | 13:29        |
| 23 821058 | 07.04.1990 Poznań    | I Liga – 22 kol. | 6359           | W              | Lech Poznań        | 3:0            |                               | 16           | 9            | 13:32        |
| 24 831059 | 14.04.1990 Białystok | I Liga – 23 kol. | 3700           | D              | Stal Mielec        | 2:2            | Bartnowski 20', Giedrojć 24'  | 16           | 10           | 15:34        |
| 25 841060 | 21.04.1990 Zabrze    | I Liga – 24 kol. | 5224           | W              | Górnik Zabrze      | 1:0            |                               | 16           | 10           | 15:35        |
| 26 851061 | 28.04.1990 Białystok | I Liga – 25 kol. | 2258           | D              | Widzew Łódź        | 2:1            | Z.Szugzda 42', Głębocki 71'   | 16           | 12           | 17:36        |
| 27 861062 | 01.05.1990 Lublin    | I Liga – 26 kol. | 7000           | W              | Motor Lublin       | 1:1            | Opolski 55'(sam)              | 16           | 13           | 18:37        |
| 28 871063 | 13.05.1990 Białystok | I Liga – 27 kol. | 2507           | D              | Ruch Chorzów       | 0:0            |                               | 16           | 14           | 18:37        |
| 29 881064 | 16.05.1990 Warszawa  | I Liga – 28 kol. | 5000           | W              | Legia Warszawa     | 2:0            |                               | 16           | 14           | 18:39        |
| 30 891065 | 27.05.1990 Białystok | I Liga – 29 kol. | 2000           | D              | Zagłębie Lubin     | 1:2            | Z.Szugzda 87'                 | 16           | 14           | 19:41        |
| 31 901066 | 03.06.1990 Poznań    | I Liga – 30 kol. | 1000           | W              | Olimpia Poznań     | 4:0            |                               | 16           | 13           | 19:45        |
| - rozgrywki ligowe, - rozgrywki pucharu polski, - rozgrywki pucharu ligi, - rozgrywki ligi europejskiej, - mecze barażowe lub eliminacyjne, - inne. Liczba meczów w sezonie:1 2 (wszystkie mecze na najwyższym poziomie rozgrywkowym)3 (wszystkie mecze w rozgrywkach ligowych bez baraży) , Puchar Polski: 2 (mecze Pucharu Polski na szczeblu centralnym)3 (wszystkie mecze w Pucharze Polski) |                      |                  |                |                |                    |                |                               |              |              |              |

## Mecze towarzyskie
- 12-20 lipca obóz przygotowawczy W Piarnu (Estonia), gdzie odbyły się 4 mecze sparingowe.
- Luty 1990 zgrupowanie w Kamieniu k.Rybnika.

| Lp. | Data, Kraj, Miasto            | Mecze   | Frekw. | D/W | Przeciwnik                             | Wynik | Strzelcy bramek                                                        |
| --- | ----------------------------- | ------- | ------ | --- | -------------------------------------- | ----- | ---------------------------------------------------------------------- |
|     | 20.07.1989 Augustów           | tow.    | -      | D   | ASP Jeunesse de Bordi-Menaiel (1 poz.) | b.d.  | b.d. (grała Jagiellonia II)                                            |
| 1   | 22.07.1987 Skarżysko-Kamienna | turniej | -      | N   | Granat Skarżysko-Kamienna (3 poz.)     | 3:0   | (sam)36' Prabucki 64' Mackievicious 75'                                |
| 2   | 23.07.1987 Skarżysko-Kamienna | turniej | -      | N   | Legia Warszawa (1 poz.)                | 2:0   | Prabucki 3' 52'                                                        |
| 3   | 25.07.1989 Białystok          | tow.    | -      | D   | ASP Jeunesse de Bordi-Menaiel (1 poz.) | 6:1   | Prabucki 11' 33' J.Szugzda 34' Głębocki 40' Z.Szugzda 66' Giedrojć 87' |
| 4   | 27.08.1989 Białystok          | tow.    | 4500   | D   | Dynamo Mińsk (1p. ZSRR)                | 1:4   | Z.Szugzda 77'                                                          |
| 5   | 21.10.1989 Mińsk              | tow.    | 4500   | D   | Dynamo Mińsk (1p. ZSRR)                | 2:3   | Kviliunas, Giedrojć, Z.Szugzda                                         |
| 6   | 21.01.1990 Białystok          | tow.    | -      | D   | Włókniarz Białystok (4 poz.)           | 2:0   | Prabucki, Complack                                                     |
| 7   | 27.01.1990 Białystok          | tow.    | -      | D   | Gwardia Warszawa (2 poz.)              | 5:1   | Prabucki 6'(k) 70 Ambrożej 18' 89' Szugzda 85'                         |
| 8   | 9.02.1990 Kamień              | sparing | -      | W   | Widzew Łódź (1 poz.)                   | 0:0   |                                                                        |
| 9   | 10.02.1990 Kamień             | sparing | -      | W   | Legia Warszawa (1 poz.)                | 1:0   | Giedrojć 60'                                                           |
| 10  | 11.02.1990 Kamień             | sparing | -      | W   | Stal Mielec (1 poz.)                   | 1:1   | Prabucki 53'                                                           |
| 11  | 17.02.1990 Warszawa           | sparing | -      | W   | Legia Warszawa (1 poz.)                | 2:2   | Complak 65' J.Szugzda 72'                                              |
| 12  | 24.02.1990 Białystok          | sparing | -      | D   | Pogoń Łapy (4 poz.)                    | b.d.  |                                                                        |